# Sebastian Schönberger
Sebastian Schönberger (Schalchen, 14 de mayo de 1994) es un ciclista austríaco que fue profesional entre 2013 y 2024.

## Biografía
El 1 de junio de 2018 se unió al equipo continental profesional italiano Wilier Triestina-Selle Italia, donde se convirtió en el primer ciclista austriaco en competir allí.
El 15 de noviembre de 2019, el equipo continental profesional B&B Hotels-Vital Concept anunció su llegada para la temporada 2020. Jérôme Pineau, gerente de la estructura francesa, se dejó seducir por su cultura internacional, sus cualidades en los perfiles montañosos o su experiencia como compañero de equipo, en particular con Giovanni Visconti.
Al terminar el año 2024 puso fin a su carrera como profesional.

## Palmarés
- No consiguió victorias como profesional.

## Resultados en Grandes Vueltas y Campeonatos del Mundo
| Carrera         | Carrera         | 2013 | 2014 | 2015 | 2016 | 2017 | 2018 | 2019 | 2020 | 2021 | 2022 | 2023 | 2024 |
| --------------- | --------------- | ---- | ---- | ---- | ---- | ---- | ---- | ---- | ---- | ---- | ---- | ---- | ---- |
|                 | Giro de Italia  | —    | —    | —    | —    | —    | —    | —    | —    | —    | —    | —    | —    |
|                 | Tour de Francia | —    | —    | —    | —    | —    | —    | —    | —    | —    | 33.º | —    | —    |
|                 | Vuelta a España | —    | —    | —    | —    | —    | —    | —    | —    | —    | —    | —    | —    |
| Mundial en Ruta | Mundial en Ruta | —    | —    | —    | —    | —    | —    | —    | 54.º | 28.º | 40.º | 38.º | 76.º |

—: no participa
Ab.: abandono

## Equipos
- Team Gourmetfein (2013-2014)
  - Team Gourmetfein Simplon Wels (2014)
  - RC Gourmetfein Wels (2014)
- Tirol Cycling Team (2015-2017)
- Team Hrinkow Advarics Cycleang (2018)[4]
- Willier Triestina/Neri Sottoli (2018-2019)[5]
  - Wilier Triestina-Selle Italia (2018)
  - Neri Sottoli-Selle Italia-KTM (2019)
- B&B Hotels (2020-2022)
  - B&B Hotels-Vital Concept p/b KTM (2020)
  - B&B Hotels p/b KTM (2021)
  - B&B Hotels-KTM (2022)
- Human Powered Health (2023)
- Team Felt Felbermayr (2024)